# 毛利公一
毛利 公一（もうり こういち）
1. 日本の福祉事業者。社会福祉法人ラーフ理事長。
2. 日本の情報工学者。本項にて。

毛利 公一（もうり こういち）は、日本の情報工学者、立命館大学情報理工学部教授。

## 経歴
立命館大学 理工学部 情報工学科 卒業。1999年立命館大学大学院理工学研究科博士課程後期課程総合理工学専攻修了。 
東京農工大学工学部情報コミュニケーション工学科助手、立命館大学理工学部情報学科専任講師、同大学情報理工学部情報システム学科専任講師、同准教授を経て2014年立命館大学情報理工学部教授。博士（工学）。
オペレーティングシステム、仮想化技術、コンピュータセキュリティ、コンピュータネットワーク等の研究に従事
著書に「基礎オペレーティングシステム その概念と仕組み(単著)」
「OHM大学テキスト コンピュータアーキテクチャ │ (共著)」など